# Sylviculteur
Un sylviculteur est un professionnel de la sylviculture. Le terme n'est pas toujours utilisé de manière très précise ; ainsi, il désigne plus facilement un propriétaire-exploitant de forêt plutôt qu'un opérateur (comme un bûcheron). Ce professionnel contribue à entretenir ou cultiver la forêt. 
La France compte 3,3 millions de propriétaires forestiers et la filière forêt-bois emploie 392 700 équivalents temps plein 
directs.
On emploie parfois le terme synonyme d'arboriculteur.

## Missions
Le sylviculteur (du latin sylva "forêt" et "cultura "cultiver") a pour but de produire et récolter du bois. Il effectue différentes types d'actions afin d'entretenir des plantations, de produire et d'aménager une forêt. Parmi ces missions, on peut en citer quelques-unes :
- La préparation des sols
- Le plantage des arbres
- L'entretien des plantations
- L'élagage des arbres
- Le débroussaillage des forêts
- L'entretien ou l'ouverture de sentier